# یحیی حبیب
یحیی حبیب (انگلیسی: Yahya Habeeb؛ زادهٔ ۱ آوریل ۱۹۸۶) دونده دو سرعت اهل عربستان سعودی است.